# Fourty/Diskografie
Diese Diskografie ist eine Übersicht über die musikalischen Werke des deutschen Rappers Fourty. Seine erfolgreichste Veröffentlichung ist die Single Weißer Rauch mit über 430.000 verkauften Einheiten.

## Alben

### Studioalben
| Jahr | Titel Musiklabel                     | Höchstplatzierung, Gesamtwochen, AuszeichnungChartplatzierungen (Jahr, Titel, Musiklabel, Platzierungen, Wochen, Auszeichnungen, Anmerkungen) | Höchstplatzierung, Gesamtwochen, AuszeichnungChartplatzierungen (Jahr, Titel, Musiklabel, Platzierungen, Wochen, Auszeichnungen, Anmerkungen) | Höchstplatzierung, Gesamtwochen, AuszeichnungChartplatzierungen (Jahr, Titel, Musiklabel, Platzierungen, Wochen, Auszeichnungen, Anmerkungen) | Anmerkungen                         |
| Jahr | Titel Musiklabel                     | DE | AT | CH | Anmerkungen                         |
| ---- | ------------------------------------ | --- | --- | --- | ----------------------------------- |
| 2021 | Afterhour Life Is Pain (UMG)         | DE32 (1 Wo.)DE | AT51 (1 Wo.)AT | CH44 (1 Wo.)CH | Erstveröffentlichung: 18. Juni 2021 |
| 2022 | Behind the Scenes Life Is Pain (UMG) | — | — | — | Erstveröffentlichung: 5. Mai 2022   |

### Kollaboalben
| Jahr | Titel Musiklabel                      | Höchstplatzierung, Gesamtwochen, AuszeichnungChartplatzierungen (Jahr, Titel, Musiklabel, Platzierungen, Wochen, Auszeichnungen, Anmerkungen) | Höchstplatzierung, Gesamtwochen, AuszeichnungChartplatzierungen (Jahr, Titel, Musiklabel, Platzierungen, Wochen, Auszeichnungen, Anmerkungen) | Höchstplatzierung, Gesamtwochen, AuszeichnungChartplatzierungen (Jahr, Titel, Musiklabel, Platzierungen, Wochen, Auszeichnungen, Anmerkungen) | Anmerkungen                                        |
| Jahr | Titel Musiklabel                      | DE | AT | CH | Anmerkungen                                        |
| ---- | ------------------------------------- | --- | --- | --- | -------------------------------------------------- |
| 2022 | Kids with Attitude Life is Pain (UMG) | DE36 (2 Wo.)DE | AT25 (2 Wo.)AT | CH51 (1 Wo.)CH | Erstveröffentlichung: 24. November 2022 mit Jamule |

### EPs
| Jahr | Titel Musiklabel              | Anmerkungen                        | Cover |
| ---- | ----------------------------- | ---------------------------------- | ----- |
| 2020 | London Dry Life Is Pain (UMG) | Erstveröffentlichung: 4. Juni 2020 |       |

## Singles

### Als Leadmusiker
| Jahr | Titel Album                              | Höchstplatzierung, Gesamtwochen, AuszeichnungChartplatzierungen (Jahr, Titel, Album, Platzierungen, Wochen, Auszeichnungen, Anmerkungen, Cover) | Höchstplatzierung, Gesamtwochen, AuszeichnungChartplatzierungen (Jahr, Titel, Album, Platzierungen, Wochen, Auszeichnungen, Anmerkungen, Cover) | Höchstplatzierung, Gesamtwochen, AuszeichnungChartplatzierungen (Jahr, Titel, Album, Platzierungen, Wochen, Auszeichnungen, Anmerkungen, Cover) | Anmerkungen                                                             | Cover |
| Jahr | Titel Album                              | DE | AT | CH | Anmerkungen                                                             | Cover |
| --- | ---------------------------------------- | --- | --- | --- | ----------------------------------------------------------------------- | ----- |
| 2019 | Aperitif –                               | — | — | — | Erstveröffentlichung: 8. November 2019                                  |       |
| 2019 | Mountain Dew –                           | — | — | — | Erstveröffentlichung: 20. Dezember 2019                                 |       |
| 2019 | Dezember –                               | — | — | — | Erstveröffentlichung: 27. Dezember 2019                                 |       |
| 2020 | Weil du mehr willst –                    | — | — | — | Erstveröffentlichung: 23. Januar 2020 feat. PA Sports                   |       |
| 2020 | Weißer Rauch London Dry                  | DE19 Platin · (22 Wo.)DE | AT50 Platin · (13 Wo.)AT | — | Erstveröffentlichung: 20. Februar 2020 Verkäufe: + 430.000              |       |
| 2020 | Heute Nacht London Dry                   | DE67 (1 Wo.)DE | — | — | Erstveröffentlichung: 21. März 2020 mit Jamule                          |       |
| 2020 | Herz gegen Verstand London Dry           | — | — | — | Erstveröffentlichung: 23. April 2020                                    |       |
| 2020 | Wieder mal London Dry                    | DE34 (1 Wo.)DE | — | CH54 (1 Wo.)CH | Erstveröffentlichung: 21. Mai 2020 mit Monet192                         |       |
| 2020 | Aha –                                    | — | — | — | Erstveröffentlichung: 2. Juli 2020                                      |       |
| 2020 | Vor der Tür Afterhour                    | DE84 (1 Wo.)DE | — | — | Erstveröffentlichung: 13. August 2020                                   |       |
| 2020 | Egotod –                                 | — | — | — | Erstveröffentlichung: 27. August 2020 mit PA Sports                     |       |
| 2020 | Moonlight Afterhour                      | DE— aDE | — | — | Erstveröffentlichung: 24. September 2020 mit Santos                     |       |
| 2020 | Mann im Mond Afterhour                   | — | — | — | Erstveröffentlichung: 10. Dezember 2020                                 |       |
| 2021 | Out of Order Afterhour                   | DE90 (1 Wo.)DE | — | — | Erstveröffentlichung: 15. Januar 2021 mit Majan                         |       |
| 2021 | Over Afterhour                           | DE48 (1 Wo.)DE | — | — | Erstveröffentlichung: 25. März 2021 feat. PA Sports                     |       |
| 2021 | Heimkommen Afterhour                     | DE24 (3 Wo.)DE | AT48 (1 Wo.)AT | CH77 (1 Wo.)CH | Erstveröffentlichung: 30. April 2021 feat. Bausa                        |       |
| 2021 | Flugangst Afterhour                      | DE57 (1 Wo.)DE | — | — | Erstveröffentlichung: 3. Juni 2021                                      |       |
| 2021 | Ombre nomade Freestyle Behind the Scenes | — | — | — | Erstveröffentlichung: 28. November 2021                                 |       |
| 2021 | Applaus Behind the Scenes                | DE— bDE | — | — | Erstveröffentlichung: 2. Dezember 2021                                  |       |
| 2021 | Zwischen uns Behind the Scenes           | — | — | — | Erstveröffentlichung: 16. Dezember 2021 feat. Alicia Awa                |       |
| 2022 | Shots Behind the Scenes                  | DE52 (1 Wo.)DE | — | — | Erstveröffentlichung: 20. Januar 2022 feat. Jamule                      |       |
| 2022 | Wenn du mich vermisst Behind the Scenes  | DE18 (13 Wo.)DE | AT17 Gold · (9 Wo.)AT | — | Erstveröffentlichung: 10. Februar 2022 Verkäufe: + 15.000; feat. Mathea |       |
| 2022 | Doch du fehlst Behind the Scenes         | DE92 (1 Wo.)DE | — | — | Erstveröffentlichung: 7. April 2022                                     |       |
| 2022 | Casa Behind the Scenes                   | DE— cDE | — | — | Erstveröffentlichung: 28. April 2022                                    |       |
| 2022 | Work It Kids with Attitude               | — | — | — | Erstveröffentlichung: 21. August 2022 mit Jamule                        |       |
| 2022 | Kredibil Kids with Attitude              | DE51 (1 Wo.)DE | — | — | Erstveröffentlichung: 25. August 2022 mit Jamule                        |       |
| 2022 | Kissenschlacht Kids with Attitude        | DE7 (12 Wo.)DE | AT9 (7 Wo.)AT | CH19 (4 Wo.)CH | Erstveröffentlichung: 29. September 2022 mit Jamule                     |       |
| 2022 | 2000 Euro Kids with Attitude             | DE12 (4 Wo.)DE | AT36 (2 Wo.)AT | CH57 (1 Wo.)CH | Erstveröffentlichung: 27. Oktober 2022 mit Jamule                       |       |
| 2022 | Playlist Kids with Attitude              | DE29 (1 Wo.)DE | — | CH95 (1 Wo.)CH | Erstveröffentlichung: 17. November 2022 mit Jamule                      |       |
| 2022 | 1.000 gute Mädchen –                     | DE— dDE | — | — | Erstveröffentlichung: 15. Dezember 2022                                 |       |
| 2023 | Eingefroren –                            | — | — | — | Erstveröffentlichung: 23. Februar 2023                                  |       |
| 2023 | Bester Freund –                          | DE— eDE | — | — | Erstveröffentlichung: 13. April 2023 feat. 1986zig                      |       |
| 2023 | Dancing in the Moonlight –               | DE83 (1 Wo.)DE | — | — | Erstveröffentlichung: 11. Mai 2023                                      |       |
| 2024 | Vempa –                                  | DE5 Gold · (40 Wo.)DE | AT15 (21 Wo.)AT | CH51 (13 Wo.)CH | Erstveröffentlichung: 19. April 2024 Verkäufe: + 300.000; feat. Bausa   |       |
| Folgende Lieder erschienen nicht als Single, wurden aber durch das Album zum Download und Streaming bereitgestellt und konnten somit eine Platzierung erlangen: |                                          | | | |                                                                         |       |
| |                                          | | | |                                                                         |       |
| 2021 | Autotür Afterhour                        | — | AT72 (1 Wo.)AT | CH89 (1 Wo.)CH | Charteinstieg: 27. Juni 2021 feat. Jamule                               |       |
| 2022 | Papi Chulo Kids with Attitude            | DE— fDE | — | — | Charteinstieg: 2. Dezember 2022 mit Jamule                              |       |

### Als Gastmusiker
| Jahr | Titel Album                         | Höchstplatzierung, Gesamtwochen, AuszeichnungChartplatzierungen (Jahr, Titel, Album, Platzierungen, Wochen, Auszeichnungen, Anmerkungen, Cover) | Höchstplatzierung, Gesamtwochen, AuszeichnungChartplatzierungen (Jahr, Titel, Album, Platzierungen, Wochen, Auszeichnungen, Anmerkungen, Cover) | Höchstplatzierung, Gesamtwochen, AuszeichnungChartplatzierungen (Jahr, Titel, Album, Platzierungen, Wochen, Auszeichnungen, Anmerkungen, Cover) | Anmerkungen                                                                                 | Cover |
| Jahr | Titel Album                         | DE | AT | CH | Anmerkungen                                                                                 | Cover |
| ---- | ----------------------------------- | --- | --- | --- | ------------------------------------------------------------------------------------------- | ----- |
| 2020 | Mitternacht Mai Tai                 | — | — | — | Erstveröffentlichung: 23. Oktober 2020 Vanessa Mai feat. Fourty                             |       |
| 2021 | Squad X Showtime Streben nach Glück | DE33 (2 Wo.)DE | AT50 (1 Wo.)AT | CH72 (1 Wo.)CH | Erstveröffentlichung: 5. März 2021 PA Sports feat. Kianush, Jamule, Fourty, Hamza 500 & Rua |       |
| 2021 | Get Me Out –                        | DE87 (1 Wo.)DE | — | — | Erstveröffentlichung: 19. März 2021 Majan feat. Fourty                                      |       |
| 2021 | Tut mir leid Futura                 | DE31 (2 Wo.)DE | AT55 (1 Wo.)AT | CH77 (1 Wo.)CH | Erstveröffentlichung: 9. April 2021 Miksu/Macloud feat. Fourty & Bozza                      |       |
| 2021 | Ice Cream –                         | DE77 (1 Wo.)DE | — | — | Erstveröffentlichung: 9. Juli 2021 DJ Jeezy feat. Fourty & Gentleman                        |       |
| 2021 | Club 27 –                           | DE— gDE | — | — | Erstveröffentlichung: 27. August 2021 Younotus feat. Fourty                                 |       |
| 2021 | Happy Breathe                       | — | — | — | Erstveröffentlichung: 17. September 2021 Felix Jaehn & Miksu/Macloud feat. Fourty & Leland  |       |
| 2022 | Da Champions Club                   | DE92 (1 Wo.)DE | — | — | Erstveröffentlichung: 20. Mai 2022 Monet192 feat. Fourty & Nael                             |       |
| 2023 | Spring –                            | DE— hDE | — | — | Erstveröffentlichung: 30. März 2023 Wincent Weiss feat. Fourty                              |       |
| 2023 | Renn zurück –                       | — | — | — | Erstveröffentlichung: 5. April 2023 Esther Graf feat. Fourty                                |       |

## Musikvideos
| Jahr | Titel                    | Regisseur(e)                                |
| ---- | ------------------------ | ------------------------------------------- |
| 2019 | Aperitif                 | Hanke Brothers, Traviez The Director        |
| 2019 | Mountain Dew             | Hanke Brothers                              |
| 2019 | Dezember                 | Hanke Brothers                              |
| 2020 | Weißer Rauch             | Hanke Brothers                              |
| 2020 | Heute Nacht              | Traviez The Director                        |
| 2020 | Herz gegen Verstand      | Traviez The Director                        |
| 2020 | Wieder mal               | Hanke Brothers, Attila Deniz                |
| 2020 | Aha                      | Adal Giorgis                                |
| 2020 | Vor der Tür              | Adal Giorgis                                |
| 2020 | Egotod                   | Hanke Brothers, Kolja Eckert, Pat Borriello |
| 2020 | Moonlight                | Traviez The Director, Hely Doan             |
| 2020 | Mitternacht              | Mikis Fontagnier                            |
| 2020 | Mann im Mond             | Traviez The Director, Hely Doan             |
| 2021 | Out of Order             | Hely Doan, Traviez The Director             |
| 2021 | Squad X Showtime         | Adal Giorgis                                |
| 2021 | Get Me Out               | Philip Herbort                              |
| 2021 | Over                     | Hüseyin Yildirim                            |
| 2021 | Tut mir leid             | Christoph Szulecki                          |
| 2021 | Heimkommen               | Christoph Szulecki, Niklas Coskan           |
| 2021 | Flugangst                | Darius Büsch, Max Elyx                      |
| 2021 | Ice Cream                | The Family Tree                             |
| 2021 | Happy                    | Viktor Schanz, Chris Vitorino               |
| 2021 | Ombre nomade Freestyle   |                                             |
| 2021 | Applaus                  | MG Video                                    |
| 2021 | Zwischen uns             | Jakub Rzucidlo                              |
| 2022 | Shots                    | Maze                                        |
| 2022 | Wenn du mich vermisst    | Hely Doan, Traviez the Director             |
| 2022 | Doch du fehlst           |                                             |
| 2022 | Casa                     | Leeroy                                      |
| 2022 | Da                       | Milos Savic                                 |
| 2022 | Work It                  | Milos Savic                                 |
| 2022 | Kredibil                 | Milos Savic                                 |
| 2022 | Kissenschlacht           | Milos Savic                                 |
| 2022 | 2000 Euro                | MG Video                                    |
| 2022 | Playlist                 | Mille                                       |
| 2022 | 1.000 gute Mädchen       | Igor Zecevic                                |
| 2023 | Eingefroren              | Felix Scholzen                              |
| 2023 | Spring                   | Jakub, Dominik Leingartner                  |
| 2023 | Renn zurück              | Gabriel Orlando, Van Doorn                  |
| 2023 | Bester Freund            | Felix Scholzen                              |
| 2023 | Dancing in the Moonlight | Richard Hofmann-Apostolou, Felix Scholzen   |
| 2024 | Vempa                    | Dilnas                                      |

## Sonderveröffentlichungen
| Jahr | Titel Album                         | Anmerkungen                                                                                  |
| ---- | ----------------------------------- | -------------------------------------------------------------------------------------------- |
| 2020 | Nicht zu nah Moeses                 | Erstveröffentlichung: 28. Mai 2020 Moe Phoenix feat. Fourty                                  |
| 2021 | Sprite Four Seasons                 | Erstveröffentlichung: 19. Februar 2021 Monet192 feat. Fourty                                 |
| 2021 | Squad X Showtime Streben nach Glück | Erstveröffentlichung: 11. März 2021 PA Sports feat. Kianush, Jamule, Fourty, Hamza 500 & Rua |
| 2021 | Vanta Black Streben nach Glück      | Erstveröffentlichung: 11. März 2021 PA Sports feat. Fourty & Rua                             |
| 2021 | Mitternacht Mai Tai                 | Erstveröffentlichung: 26. März 2021 Vanessa Mai feat. Fourty                                 |
| 2021 | Tut mir leid Futura                 | Erstveröffentlichung: 23. April 2021 Miksu/Macloud feat. Fourty & Bozza                      |
| 2021 | Wang‘n’Kuss Sold                    | Erstveröffentlichung: 30. April 2021 Jamule feat. Fourty                                     |
| 2021 | Happy Breathe                       | Erstveröffentlichung: 1. Oktober 2021 Felix Jaehn & Miksu/Macloud feat. Fourty & Leland      |
| 2022 | Da Champions Club                   | Erstveröffentlichung: 1. Juli 2022 Monet192 feat. Fourty & Nael                              |

## Statistik

### Chartauswertung
|                     | DE    | AT    | CH    |
| ------------------- | ----- | ----- | ----- |
| Nummer-eins-Alben   | DE—DE | AT—AT | CH—CH |
| Top-10-Alben        | DE—DE | AT—AT | CH—CH |
| Alben in den Charts | DE2DE | AT2AT | CH2CH |

|                       | DE     | AT    | CH    |
| --------------------- | ------ | ----- | ----- |
| Nummer-eins-Singles   | DE—DE  | AT—AT | CH—CH |
| Top-10-Singles        | DE2DE  | AT1AT | CH—CH |
| Singles in den Charts | DE22DE | AT9AT | CH9CH |

### Auszeichnungen für Musikverkäufe
Anmerkung: Auszeichnungen in Ländern aus den Charttabellen bzw. Chartboxen sind in ebendiesen zu finden.
| Land/RegionAuszeichnungen für Musikverkäufe (Land/Region, Auszeichnungen, Verkäufe, Quellen) | Gold     | Platin     | Verkäufe | Quellen           |
| -------------------------------------------------------------------------------------------- | -------- | ---------- | -------- | ----------------- |
| Deutschland (BVMI)                                                                           | Gold1    | Platin1    | 700.000  | musikindustrie.de |
| Österreich (IFPI)                                                                            | Gold1    | Platin1    | 45.000   | ifpi.at           |
| Insgesamt                                                                                    | 2× Gold2 | 2× Platin2 |          |                   |